# Beat Stutzer
Beat Stutzer (* 28. September 1950 in Altdorf, Kanton Uri) ist ein Schweizer Kunsthistoriker. Er war von 1982 bis 2011 Direktor des Bündner Kunstmuseums Chur und von 1998 bis 2016 gleichzeitig Konservator des Segantini Museums in St. Moritz.

## Leben
Stutzer studierte von 1971 bis 1980 an der Universität Basel Kunstgeschichte mit den Nebenfächern Allgemeine Geschichte und Ethnologie. Er schloss sein Lizenziat 1977 ab. Von 1977 bis 1982 war er Assistent am Lehrstuhl für Moderne Kunst der Universität Basel. 1980 promovierte er mit der Dissertation Albert Müller (1897–1926) und die Basler Künstlergruppe Rot-Blau.
Von 1982 bis 2011 leitete Stutzer als Direktor das Bündner Kunstmuseum in Chur und kuratierte zahlreiche Ausstellungen zur internationalen und zur Schweizer Kunst des 19. und 20. Jahrhunderts und publizierte dazu zahlreiche Katalog- und Buchpublikationen, zum Beispiel: La Mamma a Stampa. Annetta – gesehen von Giovanni und Alberto Giacometti, 1991, Emil Schumacher: Blätter aus dem Engadin, 1993, Hermann Scherer, 1893–1927. Skulpturen, Gemälde, Zeichnungen, Druckgraphik, 1999, Augusto Giacometti – im Dialog mit Alice Bailly, Ferdinand Hodler, Johannes Itten, Paul Klee, Otto Meyer-Amden, Louis Moilliet und Sophie Taeuber-Arp, 2003, Giovanni Segantini: Zeichnungen, 2004, Bildteppiche von Ernst Ludwig Kirchner und Lise Gujer: Unbekannte Entwürfe und Vorlagen, 2009, Corsin Fontana. Retrospektive, 2009, Die heroischen Jahre: Lenz Klotz und Matias Spescha, 2011. Von 1998 bis 2016 war Stutzer zugleich Konservator des Segantini Museums in St. Moritz, wo er mehrere Ausstellungen organisierte und Kataloge publizierte, etwa Giovanni Segantini. Ave Maria – Idyll, Andacht und Sinnbild, (2004) oder Segantinis Magd: Muse und Modell (2008).
Stutzer war Teilnehmer in zahlreichen Jurys und seit 1988 Mitglied in verschiedenen Kommissionen und Stiftungen, unter anderem in der Kunstkommission des Seedamm-Kulturzentrums, Pfäffikon (1988–2003) und in der Ankaufskommission der Staatlichen Liechtensteinischen Kunstsammlung Vaduz (1989–97). Von der Kulturstiftung Landis & Gyr erhielt er ein Werksemester in London (2003–2004). Von 2004 bis 2008 war Stutzer Präsident der Eidgenössischen Kommission der Gottfried Keller-Stiftung. Ende September 2011 trat Stutzer frühzeitig als Direktor des Bündner Kunstmuseums Chur zurück, 2016 auch als Konservator des Segantini Museums.
Seit 2011 führt Stutzer das Büro K&K, Kunst und Kommunikation und ist als Autor von Publikationen, als Experte und als Gastkurator für Institutionen und Museen tätig, u. a. für das Kunstmuseum Bern und das Museo Ciäsa Granda in Stampa. Von 2019 bis 2023 war er Mitautor am Catalogue raisonné von Augusto Giacometti.
Beat Stutzer lebt seit 2017 in Luzern. Er ist verheiratet und hat zwei Kinder.

## Publikationen (Auswahl)
- Albert Müller (1897–1926) und die Basler Künstlergruppe Rot-Blau. Mit einem kritischen Katalog der Gemälde, Glasscheiben und Skulpturen. (Œuvrekataloge Schweizer Künstler 9, hrsg. vom Schweizerischen Institut für Kunstwissenschaft, Zürich), Basel/München 1981, ISBN 3-7913-0571-9.
- Ernst Ludwig Kirchner: Die Werke in Schweizer Museen. Kirchner Museum, Davos 1995, ISBN 3-907495-66-7.
- Alberto Giacometti, Stampa-Paris. Zürich, 2000, ISBN 3-85881-130-0.
- Alois Carigiet. Die frühen Jahre. AS Verlag, Zürich 2002, ISBN 3-905111-73-X.
- Albert Steiner. Das fotografische Werk. Göttingen 2005, ISBN 3-7165-1387-3.
- Expressionismus aus den Bergen. Ernst Ludwig Kirchner, Philipp Bauknecht, Jan Wiegers und die Gruppe Rot-Blau. Kunstmuseum Bern, Groninger Museum, Bündner Kunstmuseum, Chur, Zürich 2007, ISBN 978-3-85881-706-8.
- HR Giger. Das Schaffen vor Alien, 1961–1976. Bündner Kunstmuseum Chur, Zürich 2007, ISBN 978-3-85881-708-2.
- Kurt Sigrist – Raum Skulptur. Zürich 2013, ISBN 978-3-85881-389-3.
- Andrea Garbald. Fotograf und Künstler im Bergell. Fondazione Garbald, Bündner Kunstmuseum Chur, Zürich 2014, ISBN 978-3-85881-417-3.
- Giovanni Segantini. Zürich 2016, ISBN 978-3-85881-784-6.
- Augusto Giacometti. Catalogue raisonné, Gemälde, Wandgemälde, Mosaike und Glasgemälde. mit Michael Egli und Denise Frey, SIK-ISEA, Schweizerisches Institut für Kunstwissenschaft, Zürich, Zürich 2023, ISBN 978-3-03942-175-6.